# Craig Richard Nelson
Craig Richard Nelson, född 17 september 1947 i Salt Lake City, Utah, död 3 mars 2025 i Salt Lake City, var en amerikansk skådespelare inom teater, film och TV.